# Laurent Nègre
Pour les articles homonymes, voir Nègre (homonymie).
Laurent Nègre est un réalisateur suisse né le 3 août 1973 à Genève.

## Biographie
Diplômé de l'École supérieure des beaux-arts de Genève en 2002, Laurent Nègre participe en 2004, avec son ami d'enfance Dan Wechsler, à la fondation de la société de production Bord Cadre Films.
Son premier long métrage, Fragile, est sorti en 2005.

## Filmographie

### Courts métrage
- 1996 : Quatuor
- 1998 : Pourquoi c'est toujours les trains qui partent et jamais les gares
- 1998 : La Tong bleue
- 2002 : Schenglet

### Longs métrages
- 2005 : Fragile ;
- 2011 : Opération Casablanca , avec l'actrice Julieta Serrano;
- 2016 : Confusion (scénariste et coréalisateur) ;
- 2023 : A Forgotten Man[3].